# Waiting for a Girl Like You
Waiting for a Girl Like You – napisana przez Micka Jonesa i Lou Gramma ballada rockowa brytyjsko–amerykańskiego zespołu Foreigner. We wrześniu 1981 piosenka została wydana na singlu. Utwór stał się jednym z najlepiej rozpoznawalnych w dorobku grupy, docierając do pozycji 2. na Billboard Hot 100, natomiast na Mainstream Rock Songs znalazł się na szczycie.